# Aalter
Aalter è un comune belga situato nella regione delle Fiandre (Provincia delle Fiandre Orientali).

## Amministrazione

### Gemellaggi
- Rotenburg, dal 1974
- La Creuse, dal 1979